# Max Hegger
Max Hegger (ur. 1906, zm. ?) – zbrodniarz nazistowski, członek załogi niemieckiego obozu koncentracyjnego Dachau. SS-Unterscharführer.
Od czerwca 1941 do kwietnia 1945 pełnił służbę w obozie głównym Dachau, jako strażnik i urzędnik obozowej administracji. W procesie załogi Dachau (US vs. Karl Besler i inni), który miał miejsce w dniach 20–23 grudnia 1946 przed amerykańskim Trybunałem Wojskowym w Dachau skazany został na 2,5 roku pozbawienia wolności.